# التضامن بيروت
نادي التضامن الرياضي بيروت نادي كرة قدم مقره في بيروت، لبنان.

## التاريخ
تأسس نادي التضامن بيروت في 15 يونيو 1961، وقد شارك في الدوري اللبناني الممتاز عدة مرات. في 1986–87 وصلوا إلى نهائي كأس الاتحاد اللبناني لكرة القدم، وخسروا 2–0 أمام النجمة بفضل ثنائية محمود حمود. في موسم 1991–1992، أنهى التضامن بيروت المجموعة الأولى في المركز الأول، وخسر المُباراة الفاصلة أمام الأنصار 4–1 في مجموع المباراتين. آخر مشاركة لهم في الدوري اللبناني الممتاز كانت خلال موسم 1992–93.
في عام 2006 كان النادي يلعب في دوري الدرجة الرابعة اللبناني. فازوا بدوري الدرجة الثالثة اللبناني خلال موسم 2012–13 بفوزهم على الشبيبة المزرعة 2–0 بعد الوقت الإضافي في تصفيات الصعود. انسحب التضامن بيروت من دوري الدرجة الثانية اللبناني في موسم 2014–15، وتم حله.

## الإنجازات
- القسم الثالث اللبناني
  - الأبطال (1): 2012–13[1]

- كأس الاتحاد اللبناني
  - الوصيف (1): 1986–87[6]